# مصطفی عاصی
سیدمصطفی عاصی (متولد ۱۳۲۴، تهران)، زبان‌شناس ایرانی، استاد پژوهشگاه علوم انسانی و مطالعات فرهنگی و رئیس سابق انجمن زبانشناسی ایران است. او ‌مدیر و مجری پایگاه دادگان زبان فارسی است. 

## تحصیلات
- دکترای رشته زبان‌شناسی گرایش کامپیوتر و فرهنگ‌نگاری از دانشگاه اکستر انگلستان، ۱۳۶۸
- کارشناسی ارشد زبان‌شناسی از دانشگاه تهران، ۱۳۵۰
- کارشناسی زبان و ادبیات انگلیسی از دانشگاه تهران، ۱۳۴۷

## آثار
- پیشنهاد شما چیست؟ برخی از واژه‌های رایانه‌ای (تالیف گروهی)، تهران: فرهنگستان زبان ایران، ۱۳۵۵
- سیستم رایانه‌ای و برنامه‌های واژه‌نامه‌ای بسامدی (تالیف گروهی)، تهران: فرهنگستان زبان ایران، ۱۳۵۵
- سیستم رایانه‌های و برنامه‌های واژه‌نامه‌های چندزبانی و ریشه‌شناسی، تهران: فرهنگستان زبان ایران، ۱۳۵۵
- استاندارد کد تبادل اطلاعات ۸ بیتی فارسی (تالیف گروهی)، تهران: موسسه استاندارد و تحقیقات صنعتی ایران، ۱۳۷۲
- استاندارد صفحه کلید فارسی کامپیوتر (تالیف گروهی)، تهران: موسسه استاندارد و تحقیقات صنعتی ایران، ۱۳۷۳
- واژگان گزیده زبانشناسی، تهران: انتشارات علمی و فرهنگی، ۱۳۷۵
- استاندارد نحوه ارائه کد زبان‌ها (تالیف گروهی)، تهران: موسسه استاندارد و تحقیقات صنعتی ایران، ۱۳۸۲